# Quizlet
Quizlet é uma empresa multinacional americana que fornece ferramentas para estudo e aprendizagem.  O Quizlet foi fundado em outubro de 2005 por Andrew Sutherland, que na época era um estudante de 15 anos,  e lançado ao público em janeiro de 2007.  Os principais produtos do Quizlet incluem cartões de memórias digitais, jogos de combinações, avaliações eletrônicas práticas e questionários ao vivo. Em 2017, 1 em cada 2 alunos do ensino médio utilizou o Quizlet.  Em dezembro de 2021, o Quizlet tinha mais de 500 milhões de conjuntos de flashcards gerados por usuários e mais de 60 milhões de usuários ativos. 

## Links externos
- Site oficial